# Alysia heterocera
Alysia heterocera är en stekelart som beskrevs av Thomson 1895. Alysia heterocera ingår i släktet Alysia och familjen bracksteklar. Arten är reproducerande i Sverige. Inga underarter finns listade i Catalogue of Life.